# Мельк
Мельк (нім. Melk) — місто у Нижній Австрії, розташоване на Дунаї. Мельк є західною брамою області Вахау, занесеною до списку об’єктів Світової спадщини ЮНЕСКО.

## Історія
831 року Мельк вперше згадується під ім’ям Медиліка. У 976 році маркграфа Леопольда I було наділено теперішньою південно-західною частиною Нижньої Австрії, де обрав своєю резиденцією фортецю у Мельку. Наступники Леопольда I наповнили її скарбами та реліквіями.
1089 року маркграф Леопольд II передав фортецю у Мельку монахам-бенедиктинцям з Ламбаху. З тих пір й до сьогодення в монастирі Мельку живуть монахи. У XII столітті при монастирі було засновано школу й бібліотеку, у якій на сьогодні зібрано безцінні рукописи.
1227 року Мельку було надано право вести торгівлю. Мельк був відправною точкою Мелькської монастирської реформи XV століття, що полягала у поверненні до старих ідеалів бенедиктинців.
1898 року Мельк офіційно стає містом.
У період з 21 квітня 1944 року по 15 квітня 1945 року в Мельку перебували в’язні концтабору Маутхаузен.

## Пам’ятки

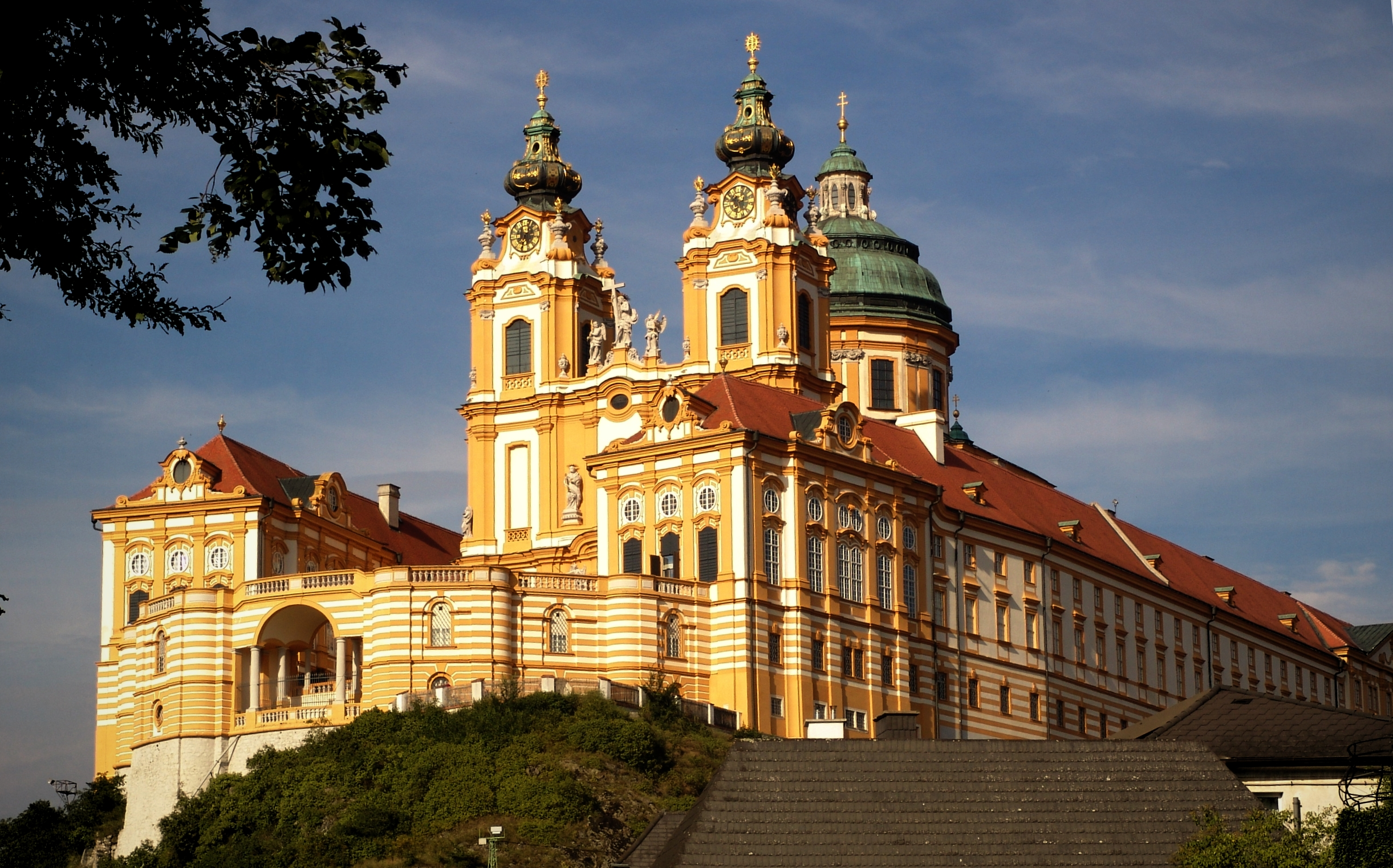
Монастир у Мельку

Найголовнішою пам’яткою міста є величний, зведений в стилі бароко монастир, що височить над Дунаєм. Також до пам’яток міста належать міська церква, будівля старої пошти, джерело Св. Коломана, а також хлібна лавка. В Мельку діють багато музеїв.
Починаючи з 1451 року щорічно 13 жовтня відзначається день Св. Коломана, який є покровителем міста.
В червні та серпні в місті проходять мелькські літні ігри області Дунаю. На Трійцю в монастирі Мельку проходять міжнародні дні бароко з концертами.

## Видатні жителі
- Максиміліан Штадлер, (1748—1833), композитор

## Політична ситуація
Бургомістр комуни — Томас Відріх (АНП) за результатами виборів 2005 року.
Рада представників комуни (нім. Gemeinderat) включає 29 місць.
- Партія VP MELK посідає 16 місць.
- СДПА займає 7 місць.
- Австрійські Зелені займають 5 місць.
- Партія PRO MELK має в раді 1 місце.